# Нова Трьока
Нова Трьо́ка (рос. Новая Трёка) — селище у складі Первоуральського міського округу Свердловської області.
Населення — 8 осіб (2010, 42 у 2002).
Національний склад станом на 2002 рік: росіяни — 81 %.